# Polenci
Polenci este o localitate din comuna Dornava, Slovenia, cu o populație de 182 de locuitori.